# Christina Aguilera
Christina María Aguilera (Staten Island (New York), 18 december 1980) is een Amerikaanse popzangeres en producer. Ze brak definitief door met haar debuutalbum Christina Aguilera (1999).
In haar carrière heeft Aguilera een groot aantal prijzen gewonnen, waaronder zeven Grammy Awards van de 33 nominaties. Ook heeft ze (sinds 2010) een ster op de beroemde Hollywood Walk of Fame, een ster op de Gay Walk Of Fame, en werd zij in 2019 gekroond tot Disney Legend.
Haar film, Burlesque, ontving drie Golden Globe-nominaties.

## Biografie

### Eerste levensjaren
Aguilera's vader is sergeant in het Amerikaanse leger, afkomstig uit Ecuador. Haar moeder, docent Spaans, is van Ierse afkomst. Toen Aguilera zeven was, besloten haar ouders te scheiden. Volgens Aguilera en haar moeder leed de familie onder het huiselijk geweld van haar vader. Dit werd later een belangrijk thema in haar muziek, zoals in de songs I'm OK (van het album Stripped) en Oh Mother (van het album Back to Basics). Samen met haar moeder en haar jongere zusje trok Aguilera na de scheiding bij haar oma in, in Rochester (Pennsylvania). Hier heeft ze haar jeugd grotendeels doorgebracht.
Aguilera had van jongs af aan ambitie zangeres te worden. Het was haar oma die haar zangtalent ontdekte. Tot haar muzikale invloeden behoren Etta James, Aretha Franklin, Madonna, Whitney Houston en Nina Simone. Ook heeft de musical The Sound of Music haar beïnvloed. Als kind stond Aguilera overal bekend als "het meisje met de grote stem", iets wat haar in haar jeugd meer problemen heeft bezorgd dan geluk. Ze deed mee aan lokale talentenjachten en zangwedstrijden, maar vaak trokken de tegenstanders zich terug als ze hoorden dat ze tegen Aguilera moesten. Mensen werden jaloers op haar en op school werd ze genegeerd en gepest. Op een gegeven moment besloot ze zelfs haar zangtalent geheim te houden, zodat ze niet gepest zou worden.
Op 15 maart 1990 maakte Aguilera haar televisiedebuut als deelnemer aan Star Search, ze won niet. In 1993 deed ze mee aan The New Mickey Mouse Club, een televisieprogramma waarin zang, dans en acteren centraal stonden. Aguilera stond bij haar collega's van de show (onder andere Justin Timberlake, JC Chasez, Rhona Bennett, Ryan Gosling, Keri Russell en Britney Spears) bekend als "de diva". Toen het programma stopte in 1994, begon Aguilera met het opnemen van demo's in de hoop een platencontract te verdienen. Op veertienjarige leeftijd nam zij haar eerste liedje op, All I wanna do, een duet met de Japanse popzanger Keizo Nakanishi. In 1997 deed ze mee aan het Golden Stag International Festival, waar ze het podium deelde met Sheryl Crow en Diana Ross.
In 1998 mocht ze de soundtrack inzingen voor "Mulan" toen ze bewezen had dat ze een hoge, krachtige stem had waarmee ze een hoge "E" een octaaf boven midden "C" kon zingen in het liedje Run to you van Whitney Houston, dat ze in haar badkamer had opgenomen. De videoclip die de film moest promoten toonde een jonge Aguilera met kort haar. Reflection werd genomineerd voor een Golden Globe voor "Best Original Song for a Motion Picture" in 1998.

### Debuut
Haar eerste album, Christina Aguilera, kwam op 24 augustus 1999 uit en verkocht meer dan acht miljoen exemplaren in de VS. Haar cd versloeg P. Diddy's tweede album Forever. De singles "Genie in a Bottle", "What a Girl Wants" en "Come On Over Baby (All I Want Is You)" kwamen allemaal in de top van de Billboard Hot 100 binnen in 1999 en 2000. Ook de single "I Turn to You" deed het goed met een derde plek. Maar Aguilera had niet alleen commercieel succes; ze werd in 2000 beloond met een Grammy voor "Best New Artist", waarmee ze Britney Spears versloeg. Ze was ook genomineerd voor "Best Female Pop Vocal Performance" voor "Genie in a Bottle". "Obvious", het laatste liedje op de cd, was een origineel liedje dat ze naar Ron Fair had ingezonden voor ze een contract sloot met RCA Records.
In 2000 benadrukte Aguilera haar Latino-afkomst door een Spaanstalig album, Mi Reflejo, uit te brengen. Deze cd bevat Spaanstalige versies van de liedjes op haar Engelstalige cd, maar ook nieuwe Spaanse liedjes. De cd leverde haar een "Latin Grammy" op voor "Best Female Pop Vocal Album". De single "Falsas Esperanzas" kwam in de Top 40 in Argentinië in 2001. Ricky Martin vroeg haar om het duet Nobody Wants to Be Lonely te zingen voor zijn cd Sound Loaded. Het was zijn tweede single van die cd. De single haalde de top 5 in Groot-Brittannië en Duitsland. Om zich een rauwer imago aan te meten veranderde Aguilera in de loop van 2001 haar uiterlijk. Eerst verscheen een nog klein neusknopje, maar niet veel later verscheen er ook een piercing in haar onderlip.

### Stripped
Aguilera's cd's werden goed verkocht, maar toch was ze niet tevreden. Ze was toen nog een "bubblegumpop"-artiest en voelde zich niet prettig bij de muziek en het imago dat haar team voor haar had gecreëerd. Ze wilde dat haar volgende cd meer diepgang zou hebben, zowel in de muziek als de teksten. Ze veranderde van management omdat ze overboekt werd en omdat ze geen inspraak had in de muzikale beslissingen en nam Irving Azoff aan als haar nieuwe manager. De verandering in management zorgde eveneens voor een verandering in Aguilera's imago. Dit nieuwe imago gaf ze de bijnaam Xtina.
Na vele vertragingen kwam op 29 oktober 2002 Aguilera's tweede Engelstalige cd uit: Stripped. De cd kreeg niet zulke goede recensies als haar eerste cd. Stripped is ongeveer tachtig minuten lang en toont een verscheidenheid aan onderwerpen en muziekstijlen. Impossible, geschreven door Alicia Keys, werd door jazz geïnspireerd. Soar werd dan weer door gospel geïnspireerd en gaat over iemand die op eigen benen leert staan. Make over is een pop-rockliedje over iemand die een individu wil worden en andere mensen die haar proberen te veranderen. Aguilera's grootste uitdaging was niet vocaal, maar emotioneel, zoals het liedje I'm OK. Dit liedje gaat over het feit dat ze als klein meisje door haar vader mishandeld werd. Ze bedankt ook haar moeder voor de liefde die ze haar schonk tijdens deze periode in haar leven. Zo zingt ze: 'And every day afraid to come home/In fear of what I might see, next/Bruises fade, father/ But the pain remains the same/I still remember how you kept me so afraid...'
Het ging bij deze cd niet zozeer om Aguilera's muziek, maar vooral om haar nieuwe, meer provocerende imago te lanceren. Toen de cd uitkwam nam ze deel aan een fotosessie voor tijdschriften zoals Maxim en Rolling Stone. In veel van die foto's was ze naakt of bijna naakt te zien. Ze ontkende dat ze dit deed voor publiciteit, maar ze zei dat de foto's beter bij haar nieuwe, echte imago pasten dan het imago van 1999. Haar pikante look had een negatief effect in de VS. Hoewel de video Dirrty een hit werd op MTV, bleef de single op 48 staan en viel deze vlug uit de hitlijsten. Dirrty was wereldwijd wel een hit, en behaalde de nummer 1-positie in vele landen. De clip van deze single was zeer controversieel. Met name door de pikante kleding en erotische scènes in deze clip was Aguilera's imago definitief veranderd. De tweede single, Beautiful, werd vlug op het einde van 2002 in de VS uitgebracht en werd meteen een radiosucces. De volgende twee jaar werden Fighter, Can't Hold Us Down en The Voice Within uitgebracht. Door het succes van deze singles bleef de cd in de hitlijsten staan tot ver in 2004. Er werden in de VS alleen ongeveer 4 miljoen exemplaren verkocht.
Aguilera stond niet alleen met door haar gezongen nummers in de hitlijsten. Zo schreef ze de leadsingle Miss Independent van Kelly Clarksons debuutalbum, 'Thankful'. Het nummer zou oorspronkelijk ook op de cd Stripped staan, maar haalde de cd net niet.
Aguilera werd genomineerd voor onder meer "Number 1 Female Artist" van 2003, maar die prijs werd door Beyoncé gewonnen.

### Back to Basics
Back to Basics is de derde volledig Engelstalige studio-opname van Aguilera en ook haar eerste dubbel-cd. De bevestigde verschijningsdatum van het album was 15 augustus 2006. Aguilera omschrijft haar volgende cd als een soulopname gecombineerd met elementen van blues en jazz uit de jaren 20, 30 en 40 met hedendaagse invloeden. Ze werkt samen met nieuwe gezichten uit de hiphopwereld zoals producers DJ Premier, Kwame en Mark Ronson. Ze werkt opnieuw samen met Linda Perry, die met Aguilera samenwerkte aan Stripped (2002).
Tijdens het opnemen van dit album viel Aguilera vooral op door haar ouderwetse kapsel om zich zo beter te kunnen inleven in de liederen en de tijdgeest; om de emotie en de energie weer te geven en vooral tijdens het zingen van de hoge noten. Ook lijkt deze uitstraling erg op die van Marilyn Monroe. Om zich op het album voor te bereiden omringde zij zich met oude foto’s van Billie Holiday en Pearl Bailey. Ze wilde letterlijk in de kern van die muziek geraken. Acteurs noemen het 'method acting' volgens Aguilera is het 'method singing'. De visie van Aguilera voor het album ontsproot uit een gedicht dat zij tijdens haar laatste wereldtournee schreef waarin ze zich afvroeg: "Waardoor wil ik echt zingen? Waardoor wil ik echt dansen? Waardoor geniet ik zo van muziek?" Het antwoord bleek soul- en bluesmuziek te zijn.
Aguilera nam contact op met verschillende producers van wie ze dacht dat die genoeg verbeelding hadden om met haar mee te gaan in de oude blueswereld door middel van een brief waarin ze haar visie verklaarde. Ook werd er een compilatie van meer dan 30 liederen -vanaf de jaren 20 tot de jaren zestig- ingesloten die haar beïnvloedden. Zij moedigde de producenten ook aan om de liederen op de compilatie-cd zodanig te verknippen en mee te experimenteren om zo iets nieuws te creëren." In februari 2006, tijdens MTV’s TRL-Awards speelde ze drie onafgewerkte nummers van haar volgende album, Candyman, Back to Basics en Ain't No Other Man, de eerste single van het album. De wereldpremière van Ain't no other man vond plaats tijdens de MTV Movie Awards. Ook deed ze onder de naam Baby Jane (ze heeft Xtina afgezworen) een paar kleine jazzclubs aan om zo haar nieuwe nummers te promoten.
Na Ain't No Other Man werd bekendgemaakt dat Hurt de tweede single werd van Back To Basics. Het nummer stond in de Nederlandse Top 40 weer op de tweede plaats. De clip van het nummer is de eerste clip die ze ook produceerde. Eind 2006 werd Tell Me, de tweede single van Diddy's album Press Play, uitgebracht, waar ook Aguilera in te horen is. In het voorjaar van 2007 werd Candyman als derde single van het album uitgebracht. Deze clip werd mede geproduceerd door haarzelf. Slow Down Baby is een promotiesingle die alleen te downloaden was en te horen is op de radio. Dit geldt alleen in Nieuw-Zeeland en Australië.
Back to basics werd in een speciale Tour edition uitgebracht voor fans en omvatte de normale cd's en clips van Ain't no other man, Hurt en Candyman. Ook The making of Candyman staat op deze dvd. Deze speciale editie werd eind juni 2007 uitgebracht.
Op 25 juni 2007 kwam er een coveralbum uit van John Lennon. Aguilera heeft hierop het nummer Mother uit 1971 gecoverd.

#### Back To Basics Tour

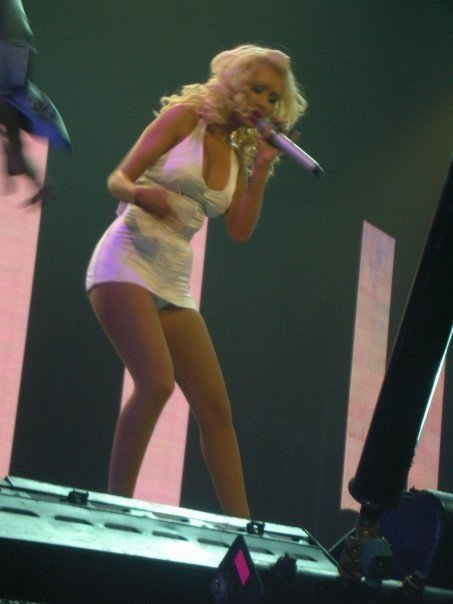
Christina Aguilera's beginnende buikje tijdens zwangerschap.

De concerttournee van haar album Back To Basics was bedoeld als promotie van het gelijknamige derde studioalbum. Deze tournee ging de hele wereld over; het publiek en de fans werden hierbij terug in de tijd gevoerd met oude elementen: van een oud jazzcafé tot een groot oud circus. Ook bracht ze haar oudere nummers ten gehore. Ze toerde door Europa, waar ze ook Nederland en België aandeed, de Verenigde Staten, Azië en Australië en Nieuw-Zeeland. Een dvd van deze tournee werd in Sydney opgenomen op 24 en 25 juli 2007.

### Keeps Gettin' Better
In september 2008 maakte Aguilera een muzikale comeback tijdens MTV Video Music Awards in Hollywood. Ze trad op met een nieuw opgenomen versie van Genie In A Bottle, gevolgd door Keeps Gettin' Better, de eerste single van het aankomende greatest hits-album getiteld Keeps Gettin' Better: A Decade of Hits. Naast oude hits bevat het album twee nieuwe tracks plus twee heropnames van eerdere singles. Aguilera vierde met dit album haar tienjarige carrière in de muziekwereld. Het greatest hits-album was een voorproefje voor haar nieuwe album dat naar eigen zeggen meer poppy is dan haar vorige werk.

### Bionic
Aguilera's nieuwe album Bionic verscheen in juni 2010 en bevatte samenwerkingen met onder meer Sia, The Neptunes, Linda Perry, Goldfrapp, Le Tigre, Tricky Stewart, Nicki Minaj en M.I.A. Aguilera baseerde dit album vooral op de geboorte van haar eerste zoon, Max. Fans moesten een nieuwe, meer futuristische stijl verwachten. Hiervoor gaf ze haarzelf de nieuwe bijnaam Madame X (wat doet denken aan haar bijnaam Xtina van Stripped). De eerste single Not myself tonight, met een controversiële clip, verscheen in april en behaalde nr. 23 in de Amerikaanse Billboard Hot 100, een tegenvaller voor een comebacksingle. Ook in andere delen van de wereld had de single moeite om de top 10 te halen. De grootste kritiek op deze single had te maken met de clip. Deze zou volgens velen te veel lijken op de clips van Lady Gaga. Haar tekstschrijver weerlegde deze claim. Met 110.000 exemplaren verkocht in de eerste week, debuteerde het album Bionic op nr. 3 in de VS, maar zakte daarna behoorlijk weg. Woohoo, een single met Nicki Minaj, volgde als promotiesingle in mei, gevolgd door de tweede single You lost me in juli, een ballad met een meer vertrouwde sound van Aguilera. Ook deze single werd geen succes. I hate boys werd de volgende single en werd uitgebracht op 28 juli. Het album had - in tegenstelling tot de singles - minder moeite om de top 10 van de hitlijsten te halen. Het album daalde echter vrij snel in de lijsten. De hype rondom de zangeres bleek er dit keer niet te zijn. Het album werd een miljoen keer verkocht.

#### Burlesque
Burlesque is een film uit 2010 onder regie van Steven Antin. In deze film maakt Christina Aguilera haar debuut als het plattelandsmeisje Ali dat in Hollywood op zoek is naar succes. De nachtclubeigenaresse Tess (vertolkt door Cher) geeft haar een kans op het podium. Andere rollen worden gespeeld door Cam Gigandet en Kristen Bell. De film ontving drie Golden Globe-nominaties en won er een.

#### The Voice
In 2011 kwam Aguilera op televisie als jurylid in de zangwedstrijd The Voice. Ook in het tweede en derde seizoen was ze jurylid. Tijdens het vierde seizoen nam ze een pauze voor haar nieuwe album Lotus en werd ze vervangen door zangeres Shakira. In september 2013 keerde ze terug voor het vijfde seizoen. In het zesde seizoen was ze wederom afwezig, ditmaal vanwege zwangerschap. Ze werd net als in seizoen 4 vervangen door Shakira. In seizoen 7 werd ze vervangen door Gwen Stefani. In seizoen 8 keerde Aguilera terug als jurylid. In seizoen 9 nam ze een pauze en werd vervangen door Stefani. In seizoen 10 keerde ze weer terug en werd ze de eerste vrouwelijke coach in 10 seizoenen die het programma won met Alisan Porter. Vanaf seizoen 11 werd ze vervangen door Miley Cyrus. Volgens Forbes verdiende de zangeres zo'n $ 1.250.000 per aflevering van het programma, waar haar mede-coaches het moesten doen met $ 375.000. Hiermee werd zij het best betaalde jurylid in televisietalentenshows ooit. Ze stapte uit het programma om zich te focussen op haar muziekcarrière.

### Lotus
In maart 2012 bracht Christina de Spaanse single Casa de mi padre uit als titelsong voor de film Same Name. Later die maand maakte Christina bekend dat ze aan het werken was aan een opvolger van Bionic. Christina beschreef het album als een hergeboorte.
Op 9 november 2012 kwam het vijfde studioalbum van Aguilera uit, met als titel Lotus. De eerste single Your body is op 17 september verschenen en werd geproduceerd door Max Martin. Your Body stond op nummer 34 in de Billboard top 100. Hoewel het album hoog binnenkwam in de internationale hitlijsten, daalde het net als het vorige album Bionic snel en verdween in de meeste landen na twee weken uit de lijsten. De eerste single van het album, Your Body, was in verschillende landen een bescheiden hit en bereikte niet het grote succes dat Christina eerder had met de eerste singles van haar albums Stripped en Back to Basics (Dirty en Ain't no Other Man). Er staan twee samenwerkingen op het album, beide met mede-coaches van het populaire programma The Voice, namelijk Just a Fool met Blake Shelton en Make the World Move met Cee lo Green. De tweede single van het album was Just A Fool, het nummer stond op nummer 71 in de Billboard top 100.
In de tweede helft van 2012 was Christina ook te horen op de nummers Steppin' Out With My Baby met Tony Bennett en het nummer Baby, it's Cold Outside met Cee Lo Green.
In januari 2013 had Aguilera wereldwijd een hit met het nummer Feel this Moment, een samenwerking met Pitbull. Het nummer bereikte in onder andere de Verenigde Staten, Australië en verschillende Europese landen de top 10. In oktober nam ze het nummer We Remain op voor de film The Hunger Games: Catching Fire. In het najaar van 2013 nam ze samen met A Great Big World de single Say Something op. Het nummer kwam in de Amerikaanse Billboard hot 100 als hoogste binnenkomer binnen op plaats 16 en piekte uiteindelijk op plaats 4.

### 2014-heden
Aguilera verloofde zich in februari 2014. In augustus kreeg zij een dochter.
Aguilera bracht naar aanleiding van de Schietpartij in Orlando in 2016 de single Change uit.
In het zesde en zevende seizoen van The Voice werd Christina vervangen door Shakira en Gwen Stefani, maar ze kwam terug voor het achtste seizoen. Hierna was ze weer voor twee seizoenen afwezig om daarna terug te keren voor seizoen tien, waar haar team won met deelneemster Alisan Porter.
Na een muzikale stilte van zes jaar, kwam op 15 juni 2018 Aguilera's zesde studioalbum uit, genaamd Liberation. Het album bevat meer r&b-invloeden dan haar voorgaande albums. De eerste single kwam enkele weken eerder uit en heet Accelerate. Haar tweede single volgde al snel, een samenwerking met Demi Lovato: Fall in Line. Het nieuwe album kondigde Aguilera's eerste Europese tour in 13 jaar aan. Met The X tour maakt de popster haar opwachting in o.a. de Ziggo Dome in Amsterdam en het Sportpaleis in Antwerpen.
In 2022 bracht ze opnieuw een Spaanstalige plaat uit, getiteld Aguilera, bestaande uit de eerder als extended play uitgebrachte La fuerza, La tormenta en La luz. Het album was genomineerd voor meerdere Latin Grammy Awards en won die voor Best Traditional Pop Vocal Album.

### Persoonlijk
Aguilera trouwde in 2005 met de vriend met wie ze sinds 2002 een relatie had. Op 12 januari 2008 kregen zij een zoon. In 2010 maakte Aguilera bekend dat zij ging scheiden. Ze kreeg in 2010 een nieuwe relatie waaruit in 2014 een dochter werd geboren.
In 2002 verscheen zij topless op de cover van het populaire mannenblad Maxim Magazine. Hiermee werd het de best verkopende editie van het blad ooit. In 2018 verscheen de zangeres met een geheel nieuwe look ook op de cover van het populaire fashiontijdschrift Paper Magazine. Wederom werd dit de best verkochte editie van het blad ooit.

## Film en televisie
- 1999: Beverly Hills, 90210 - zichzelf
- 2000: Saturday Night Live - muzikale gast
- 2003: Saturday Night Live - zichzelf/muzikale gast
- 2004: Saturday Night Live - gastvrouw
- 2004: Shark Tale - Jellyfish
- 2006: Saturday Night Live - zichzelf
- 2007: The Simpsons Movie - zichzelf
- 2008: Shine a Light (The Rolling Stones-documentaire) - zichzelf
- 2010: Get Him to the Greek - gastactrice
- 2010: Burlesque - Ali Marilyn Rose
- 2015: Nashville - Jade St. John (Seizoen 3)
- 2017: The Emoji Movie - Akiko Glitter (stem)
- 2018: Life of the Party - zichzelf
- 2018: Zoe Film - Jewels
- 2011 - 2016 The Voice - Te zien als coach in Seizoen 1, 2, 3, 5, 8 en 10.

## Discografie

### Albums
- 1999: Christina Aguilera
- 2000: Mi Reflejo
- 2000: My Kind of Christmas
- 2001: Just Be Free (Demo album 1994/1995)
- 2002: Stripped
- 2006: Back to Basics
- 2008: Keeps Gettin' Better: A Decade of Hits
- 2010: Bionic
- 2010: Burlesque: Original Motion Picture Soundtrack
- 2012: Lotus
- 2018: Liberation
- 2022: Aguilera

### Extended plays
- 2022: La fuerza
- 2022: La tormenta
- 2022: La luz

| Album met eventuele hitnotering(en) in de Nederlandse Album Top 100 | Datum van verschijnen | Datum van binnenkomst | Hoogste positie | Aantal weken | Opmerkingen           |
| ------------------------------------------------------------------- | --------------------- | --------------------- | --------------- | ------------ | --------------------- |
| Christina Aguilera                                                  | 24-08-1999            | 25-09-1999            | 21              | 35           |                       |
| Stripped                                                            | 29-10-2002            | 02-11-2002            | 3               | 79           |                       |
| Back to Basics                                                      | 15-08-2006            | 19-08-2006            | 1(1wk)          | 45           |                       |
| Keeps Gettin' Better: A Decade of Hits                              | 07-11-2008            | 15-11-2008            | 28              | 11           | Verzamelalbum         |
| Bionic                                                              | 08-06-2010            | 12-06-2010            | 6               | 15           |                       |
| Burlesque                                                           | 19-11-2010            | 08-01-2011            | 78              | 2            | met Cher / Soundtrack |
| Lotus                                                               | 09-11-2012            | 17-11-2012            | 12              | 3            |                       |
| Liberation                                                          | 15-06-2018            | 23-06-2018            | 11              | 2            |                       |

| Album met hitnotering(en) in de Vlaamse Ultratop 200 albums | Datum van verschijnen | Datum van binnenkomst | Hoogste positie | Aantal weken | Opmerkingen                     |
| ----------------------------------------------------------- | --------------------- | --------------------- | --------------- | ------------ | ------------------------------- |
| Christina Aguilera                                          | 1999                  | 02-10-1999            | 19              | 9            |                                 |
| Stripped                                                    | 2002                  | 09-11-2002            | 7               | 78           |                                 |
| Back to Basics                                              | 2006                  | 19-08-2006            | 2               | 49           | Platina                         |
| Keeps Gettin' Better - A Decade of Hits                     | 2008                  | 15-11-2008            | 23              | 14           | Verzamelalbum                   |
| Bionic                                                      | 2010                  | 12-06-2010            | 4               | 15           |                                 |
| Burlesque                                                   | 2010                  | 08-01-2011            | 86              | 5            | met Cher / Soundtrack Burlesque |
| Lotus                                                       | 2012                  | 17-11-2012            | 26              | 13           |                                 |
| Liberation                                                  | 2018                  | 15-06-2018            | 13              | 4            |                                 |

### Singles
| Single met eventuele hitnotering(en) in de Nederlandse Top 40 | Datum van verschijnen | Datum van binnenkomst | Hoogste positie | Aantal weken | Opmerkingen                                                                                    |
| ------------------------------------------------------------- | --------------------- | --------------------- | --------------- | ------------ | ---------------------------------------------------------------------------------------------- |
| Genie in a Bottle                                             | 09-08-1999            | 28-08-1999            | 2               | 16           | Nr. 3 in de Single Top 100 / Alarmschijf                                                       |
| What a Girl Wants                                             | 18-11-1999            | 25-12-1999            | 9               | 12           | Nr. 14 in de Single Top 100 / Alarmschijf                                                      |
| I Turn to You                                                 | 15-05-2000            | 24-06-2000            | 40              | 2            | Nr. 50 in de Single Top 100                                                                    |
| Come On Over Baby (All I Want Is You)                         | 28-08-2000            | 23-09-2000            | 6               | 11           | Nr. 9 in de Single Top 100 / Alarmschijf                                                       |
| Nobody Wants to Be Lonely                                     | 22-01-2001            | 24-02-2001            | 3               | 10           | met Ricky Martin / Nr. 4 in de Single Top 100 / Alarmschijf                                    |
| Lady Marmalade                                                | 27-03-2001            | 16-06-2001            | 2               | 14           | met P!nk, Lil' Kim & Mýa / Soundtrack Moulin Rouge! / Nr. 2 in de Single Top 100 / Alarmschijf |
| Falsas esperanzas                                             | 02-07-2001            | 18-08-2001            | tip6            | -            | Alleen download                                                                                |
| Dirrty                                                        | 14-09-2002            | 26-10-2002            | 2               | 15           | met Redman / Nr. 2 in de Single Top 100                                                        |
| Beautiful                                                     | 06-01-2003            | 08-02-2003            | 2               | 14           | Nr. 4 in de Single Top 100 / Alarmschijf                                                       |
| Fighter                                                       | 19-05-2003            | 14-06-2003            | 5               | 9            | Nr. 8 in de Single Top 100 / Alarmschijf                                                       |
| Can't Hold Us Down                                            | 25-08-2003            | 13-09-2003            | 10              | 10           | met Lil' Kim / Nr. 14 in de Single Top 100                                                     |
| The Voice Within                                              | 27-10-2003            | 29-11-2003            | 6               | 11           | Nr. 8 in de Single Top 100                                                                     |
| Car Wash                                                      | 29-09-2004            | 23-10-2004            | 3               | 15           | met Missy Elliott / Soundtrack Shark Tale / Nr. 3 in de Single Top 100 / Alarmschijf           |
| Tilt Ya Head Back                                             | 01-11-2004            | 27-11-2004            | 16              | 5            | met Nelly / Nr. 16 in de Single Top 100                                                        |
| Ain't No Other Man                                            | 06-06-2006            | 08-07-2006            | 12              | 13           | Nr. 11 in de Single Top 100 / Alarmschijf                                                      |
| Hurt                                                          | 02-10-2006            | 28-10-2006            | 2               | 20           | Nr. 2 in de Single Top 100 / Alarmschijf                                                       |
| Tell Me                                                       | 14-11-2006            | 23-12-2006            | 13              | 9            | met P. Diddy / Nr. 26 in de Single Top 100                                                     |
| Candyman                                                      | 06-03-2007            | 05-05-2007            | 12              | 7            | Nr. 13 in de Single Top 100                                                                    |
| Oh Mother                                                     | 01-10-2007            | 06-10-2007            | tip12           | -            | Nr. 54 in de Single Top 100                                                                    |
| Keeps Gettin' Better                                          | 02-09-2008            | 10-09-2008            | tip6            | -            | Alleen download                                                                                |
| Not Myself Tonight                                            | 06-04-2010            | 17-04-2010            | 18              | 7            | Nr. 32 in de Single Top 100 / Alarmschijf                                                      |
| You Lost Me                                                   | 27-06-2010            | -                     |                 |              | Nr. 79 in de Single Top 100                                                                    |
| Moves like Jagger                                             | 21-06-2011            | 09-07-2011            | 1(3wk)          | 26           | met Maroon 5 / Nr. 2 in de Single Top 100 / Alarmschijf                                        |
| Your Body                                                     | 16-09-2012            | 22-09-2012            | tip2            | -            | Nr. 65 in de Single Top 100                                                                    |
| Feel This Moment                                              | 04-03-2013            | 06-04-2013            | 6               | 21           | met Pitbull / Nr. 11 in de Single Top 100                                                      |
| Say Something                                                 | 23-12-2013            | 15-02-2014            | 19              | 11           | met A Great Big World / Nr. 6 in de Single Top 100                                             |
| Have Yourself a Merry Little Christmas                        | 2016                  | -                     |                 |              | Nr. 95 in de Single Top 100                                                                    |

| Single met hitnotering(en) in de Vlaamse Ultratop 50 | Datum van verschijnen | Datum van binnenkomst | Hoogste positie | Aantal weken | Opmerkingen                                                                      |
| ---------------------------------------------------- | --------------------- | --------------------- | --------------- | ------------ | -------------------------------------------------------------------------------- |
| Genie in a Bottle                                    | 1999                  | 04-09-1999            | 1(1wk)          | 16           | Nr. 1 in de Radio 2 Top 30                                                       |
| What a Girl Wants                                    | 1999                  | 01-01-2000            | 8               | 14           | Nr. 8 in de Radio 2 Top 30                                                       |
| I Turn to You                                        | 2000                  | 20-05-2000            | 30              | 11           | Nr. 30 in de Radio 2 Top 30                                                      |
| Come On Over Baby (All I Want Is You)                | 2000                  | 23-09-2000            | 21              | 12           | Nr. 21 in de Radio 2 Top 30                                                      |
| Nobody Wants to Be Lonely                            | 2001                  | 10-03-2001            | 11              | 11           | met Ricky Martin / Nr. 3 in de Radio 2 Top 30                                    |
| Lady Marmalade                                       | 2001                  | 23-06-2001            | 2               | 17           | met P!nk, Lil' Kim & Mýa / Soundtrack Moulin Rouge! / Nr. 2 in de Radio 2 Top 30 |
| Dirrty                                               | 2002                  | 26-10-2002            | 4               | 21           | met Redman / Goud                                                                |
| Beautiful                                            | 2003                  | 15-02-2003            | 3               | 14           | Nr. 3 in de Radio 2 Top 30                                                       |
| Fighter                                              | 2003                  | 21-06-2003            | 11              | 8            |                                                                                  |
| Can't Hold Us Down                                   | 2003                  | 27-09-2003            | 7               | 10           | met Lil' Kim / Nr. 7 in de Radio 2 Top 30                                        |
| The Voice Within                                     | 2003                  | 13-12-2003            | 14              | 11           | Nr. 11 in de Radio 2 Top 30                                                      |
| Car Wash                                             | 2004                  | 06-11-2004            | 2               | 22           | met Missy Elliott / Soundtrack Shark Tale                                        |
| Tilt Ya Head Back                                    | 2004                  | 11-12-2004            | 34              | 10           | met Nelly / Nr. 17 in de Radio 2 Top 30                                          |
| Ain't No Other Man                                   | 2006                  | 05-08-2006            | 10              | 10           | Nr. 10 in de Radio 2 Top 30                                                      |
| Hurt                                                 | 2006                  | 18-11-2006            | 3               | 26           | Nr. 1 in de Radio 2 Top 30 / Goud                                                |
| Tell Me                                              | 2006                  | 30-12-2006            | 17              | 16           | met P. Diddy                                                                     |
| Candyman                                             | 2007                  | 05-05-2007            | 11              | 21           | Nr. 7 in de Radio 2 Top 30 / Goud                                                |
| Keeps Gettin' Better                                 | 2008                  | 11-10-2008            | tip10           | -            |                                                                                  |
| Not Myself Tonight                                   | 2010                  | 24-04-2010            | 24              | 9            |                                                                                  |
| You Lost Me                                          | 2010                  | 21-08-2010            | tip19           | -            |                                                                                  |
| Moves like Jagger                                    | 2011                  | 30-07-2011            | 4               | 29           | met Maroon 5 / Nr. 11 in de Radio 2 Top 30 / Platina                             |
| Your Body                                            | 2012                  | 17-11-2012            | 44              | 2            |                                                                                  |
| Feel This Moment                                     | 2013                  | 02-03-2013            | 7               | 17           | met Pitbull / Goud                                                               |
| Let There Be Love                                    | 2013                  | 21-09-2013            | tip5            | -            |                                                                                  |
| We Remain                                            | 2013                  | 16-11-2013            | tip31           | -            |                                                                                  |
| Say Something                                        | 23-12-2013            | 15-02-2014            | 1(2wk)          | 23           | met A Great Big World / Nr. 19 in de Radio 2 Top 30 / Goud                       |
| Telepathy                                            | 2016                  | 20-08-2016            | tip             | -            | met Nile Rodgers                                                                 |
| Fall in Line                                         | 2018                  | 26-05-2018            | tip             | -            | met Demi Lovato                                                                  |

### NPO Radio 2 Top 2000
| Nummers met noteringen in de NPO Radio 2 Top 2000 | '07 | '08 | '09  | '10  | '11 | '12 | '13  | '14  | '15  | '16  | '17 | '18  | '19  | '20  | '21  | '22  | '23  | '24  |
| ------------------------------------------------- | --- | --- | ---- | ---- | --- | --- | ---- | ---- | ---- | ---- | --- | ---- | ---- | ---- | ---- | ---- | ---- | ---- |
| Beautiful                                         | 867 | -   | 1203 | 1130 | 913 | 870 | 1265 | 1572 | 1675 | -    | -   | 1910 | 1992 | -    | -    | -    | -    | -    |
| Hurt                                              | -   | -   | 829  | 640  | 606 | 571 | 525  | 745  | 727  | 944  | 898 | 848  | 1016 | 1161 | 1270 | 1376 | 1078 | 1279 |
| Moves like Jagger (met Maroon 5)                  | ×   | ×   | ×    | ×    | 371 | 757 | 1146 | 1375 | 1664 | 1999 | -   | -    | -    | -    | -    | -    | -    | -    |

1. ↑  Een '-' betekent dat het nummer niet was genoteerd, een '×' betekent dat het nummer nog niet was uitgebracht en een vetgedrukt getal geeft de hoogste notering van een nummer aan.
2. ↑  2007 was het eerste jaar met een notering voor Christina Aguilera.

## Dvd's
- 1999: Genie Gets Her Wish — Autobiografische presentatie — nr. 1 VS — platina certificatie.
- 2000: My Reflection — Speciale videoverwachting van de ABC — nr. 1 VS — gouden certificatie.
- 2004: Stripped Live in the UK — Video van Stripped Tour-concert live uit Wembley Arena, Londen, Engeland
- 2007: Back to basics - tour edition — originele cd's + dvd met de clips Ain't no other man, Hurt, Candyman + de making of Candyman.
- 2007: Back to basics tour — Live Down Under

| Dvd's met hitnoteringen in de Nederlandse Music Top 30 | Datum van verschijnen | Datum van binnenkomst | Hoogste positie | Aantal weken | Opmerkingen |
| ------------------------------------------------------ | --------------------- | --------------------- | --------------- | ------------ | ----------- |
| Stripped live in the U.K.                              | 2004                  | 13-11-2004            | 10              | 8            |             |
| Back to basics: Live and down under                    | 2008                  | 09-02-2008            | 2               | 24           |             |

| Dvd's met hitnoteringen in de Vlaamse Ultratop muziek-dvd top 10/20 | Datum van verschijnen | Datum van binnenkomst | Hoogste positie | Aantal weken | Opmerkingen |
| ------------------------------------------------------------------- | --------------------- | --------------------- | --------------- | ------------ | ----------- |
| Stripped live in the U.K.                                           | 2004                  | 27-11-2004            | 6               | 2            |             |
| Back to basics: Live and down under                                 | 2008                  | 16-02-2008            | 1(1wk)          | 10           |             |

## Tournees
- 1997: The Spinning US Tour / Christina Aguilera: live in Europe
- 2000: tour met TLC
- 2000: Sears & Levis US Tour
- 2000: My Kind of Christmas Tour
- 2001-2002: Latin America Tour
- 2003: The Justified & Stripped North American Tour
- 2003-2004: The Stripped World Tour
- 2006-2008: Back To Basics World Tour
- 2008-2010: Keeps Gettin’ Better: A Decade of Hits/Greatest Hits tour
- 2013-2016: Xtina: Private Concerts, deze jaren trad de zangeres uitsluitend op voor privéconcerten, volgens Forbes verdiende de zangeres zo’n 5 miljoen per show, waardoor zij opnieuw een van de best betaalde artiesten ter wereld werd.
- 2018-2019: The Liberation Tour (US, Canada, Australia)
- 2019: The X Tour (Wereldtournee)
- 2019-2020: Las Vegas Residency: The Xperience
- 2021-2022: Tournee door Zuid-Amerika ter promotie van tweede Spaanstalige album ‘AGUILERA’
- 2023-heden: Las Vegas Residency: Christina Aguilera live at Voltaire

## Videoclips
- 1997: All I Wanna Do (met Keizo Nakanishi)
- 1998: Reflection
- 1999: Genie in a Bottle
- 1999: Genio Atrapado (promovideo Mi Reflejo)
- 1999: What a Girl Wants
- 1999: The Christmas Song (promovideo My Kind Of Christmas)
- 2000: I Turn to You
- 2000: Por Siempre Tú (promovideo Mi Reflejo])
- 2000: Come on Over Baby (All I Want Is You)
- 2000: Ven Conmigo (Solamente Tú) (promovideo Mi Reflejo])
- 2000: Pero Me Acuerdo de Tí (promovideo Mi Reflejo)
- 2000: Christmas Time (promovideo My Kind Of Christmas)
- 2001: Nobody Wants to be Lonely (met Ricky Martin)
- 2001: Falsas Esperanzas
- 2001: Lady Marmalade (met Lil' Kim, Mýa en P!nk)
- 2001: What's Going On - All Star Tribute (TRL Version)
- 2001: What's Going On - All Star Tribute (Original Version)
- 2001: El Ultimo Adios
- 2002: Dirrty (met Redman)
- 2002: Beautiful
- 2003: Fighter
- 2003: Can't Hold Us Down (met Lil' Kim)
- 2003: The Voice Within
- 2004: Car Wash (met Missy Elliott)
- 2004: Tilt' Ya Head Back (featuring Nelly)
- 2006: Ain't No Other Man
- 2006: Hurt
- 2006: Tell Me (met P. Diddy)
- 2007: Candyman
- 2007: Oh Mother (live-video van de Back To Basics Tour)
- 2008: Save Me From Myself (niet commercieel uitgebracht)
- 2008: Keeps Gettin' Better
- 2010: Not Myself Tonight
- 2010: You Lost Me
- 2011: Moves Like Jagger (met Maroon 5)
- 2012: Your Body
- 2013: Feel This Moment (met Pitbull)
- 2013: Hoy Tengo Ganas de Ti (met Alejandro Fernández)
- 2013: Let There Be Love
- 2013: Say Something (met A Great Big World)
- 2018: Accelerate
- 2018: Fall In Line (met Demi Lovato)
- 2021: Pa Mis Muchachas (met Becky G, Nicki Nicole en Nathy Peluso)
- 2021: Somos Nada
- 2022: Santo (met Ozuna)
- 2022: Suéltame (met Tini)
- 2022: No Es Que Te Extrañe

## Parfums
- Christina Aguilera[9] (2007)
- Inspire (2008)
- By Night (2009)
- Royal Desire (2010)
- Secret Potion (2011)
- Red Sin (2012)
- Unforgettable (2013)
- Woman (2014)
- Touch of Seduction (2015)
- Glam X (2016)
- Definition (2017)
- Violet Noir (2018)
- Xperience (2019)
- Eau so beautiful (2020)
- Moonlight Blossom (2021)
- Cherry Noir (2022)
- Xtina (2023)

Haar parfumlijn Christina Aguilera Perfumes is de bestverkopende celebrityparfumlijn in Europa.

## Reclames
- 2000: Coca Cola-reclame
- 2004: MAC Viva Pink Lipstift
- 2004: 3-delig parfum genaamd Xposed
- 2004: Virgin Mobile
- 2004: Versace
- 2005: Sketchers-schoenen
- 2005: Mercedes-benz (soundtrack) Hello
- 2006: Pepsi reclame
- 2006: Orange Mobile (Back to Basics Tour)
- 2006: Shure Wireless Microphones
- 2007: LG Chocolate Mobile (Alleen in de VS)
- 2007: Parfum: LR Heath & Beauty by Christina Aguilera (alleen via internet)
- 2007: Parfum: Christina Aguilera
- 2008: Rock the Vote campagne (alleen in de VS)
- 2008: Parfum: Inspire by Christina Aguilera
- 2009: Parfum: By Night by Christina Aguilera
- 2010: Parfum: Royal Desire
- 2011: Parfum: Secret Potion
- 2012: Parfum: Red Sin
- 2013: Parfum: Unforgettable
- 2014: Parfum: Woman
- 2017: Oreo
- 2021: Nintendo